# Mounir Mahjoubi
Pour les articles homonymes, voir Mahjoubi.
Mounir Mahjoubi, né le 1er mars 1984 à Paris, est un homme politique français et un entrepreneur du numérique.   
Le président François Hollande le nomme en 2016 à la présidence du Conseil national du numérique. Il démissionne l’année suivante et rejoint En marche d'Emmanuel Macron, où il intègre l’équipe de campagne présidentielle, s'occupant du numérique.
Le 17 mai 2017, il est nommé secrétaire d’État chargé du Numérique dans le gouvernement Édouard Philippe. Lors des élections législatives de 2017, il est élu député dans la seizième circonscription de Paris. Le 16 octobre 2018, il est nommé secrétaire d'État auprès du ministre de l'Économie et des Finances et du ministre de l'Action et des Comptes publics, chargé du Numérique. Il démissionne du gouvernement le 27 mars 2019 afin de se préparer aux élections municipales à Paris, puis reprend son siège à l'Assemblée nationale le mois suivant.

## Biographie

### Formation et débuts
Mounir Mahjoubi naît le 1er mars 1984 à Paris, au sein d’une famille ouvrière originaire du Maroc, plus précisément de Beni Mellal. Ses parents se sont installés en France en 1974. Son père était peintre en bâtiment et sa mère femme de ménage. Ils se séparent lorsqu’il a 16 ans. 
Il est scolarisé à Paris, notamment au lycée Hélène Boucher et effectue sa terminale au lycée Paul Valéry.
En 2000, à 16 ans, il commence à travailler à mi-temps chez Club Internet, où il devient technicien réseau au centre d’appels. 
À 18 ans, il rejoint le Parti socialiste dans lequel il s'investira notamment lors des campagnes présidentielles de Ségolène Royal et François Hollande. 
Mounir Mahjoubi décroche une maîtrise en droit des affaires et droit fiscal à Université Paris 1 Panthéon-Sorbonne. Durant ses études de droit (2002–2006), il rencontre Thomas Hollande, le fils de Ségolène Royal et François Hollande auquel il confie son désir d'aider la candidate à l'élection présidentielle de 2007. Il participe à la création de la « Ségosphère », association pour la mobilisation de la jeunesse pour la campagne présidentielle de Ségolène Royal.
En 2009, Mounir Mahjoubi obtient un master en finance et stratégie à l'Institut d'études politiques de Paris (Sciences Po). S'illustrant dans le cadre de concours d'éloquence, il est membre de la Conférence Olivaint durant ses études à Sciences Po.
Il obtient un CAP cuisine en juin 2015, souhaitant ouvrir « un restaurant accessible et local dans le 19e arrondissement » de Paris,.

### Carrière d’entrepreneur

#### Après ses fonctions de secrétaire d'Etat
En 2006, à 22 ans, Mounir Mahjoubi lance une start-up appelée « FairSense » et spécialisée dans la vente en ligne d’autocollants muraux. Cette activité est un échec, ce qui le conduit à y mettre un terme l'année suivante, en 2007.
En novembre 2009, il crée un cabinet de conseil spécialisé dans l'innovation : « Mounir & Simon », qu'il quitte en juillet 2012. En parallèle, il lance l'association « Le Bridge » dont le but est de connecter les start-ups européennes et les investisseurs de Paris et Londres grâce à des événements et des rencontres. 
Avec Guilhem Chéron et Marc-David Choukroun, il cofonde en 2010 Equanum, société intermédiaire dans le commerce alimentaire de niche qui développe une plate-forme informatique en ligne qu'elle propose comme service payable au pourcentage sur transaction à des commerçants indépendants. Cet outil de vente, baptisé La Ruche qui dit oui, est dévolu aux produits des agriculteurs et préparations des transformateurs agroalimentaires. 
Il quitte la direction de cette entreprise en 2012 pour rejoindre la campagne de François Hollande, en vue de l'élection présidentielle.
De 2012 à 2016, il est le directeur général adjoint de la société BETC Digital, agence française de publicité fondée par Mercedes Erra. 
En septembre 2016, il co-créé la société French Bureau, une start-up dont le but est d'accompagner de grandes entreprises dans leur démarche d'innovation et qui sera renommée Possible Future en juin 2018.
Après avoir quitté ses fonctions politiques, il empoche plusieurs millions d’euros en revendant les parts de Possible Future au géant du conseil Capgemini Invent.
Il lance également en 2023 une place de marché de seconde main multiproduits baptisée « Dealize ». Il est pour cela associé à Ariane Vandenesch et Thomas Papadopoulos.

### Parcours politique
En 2006, il participe à la création du mouvement « Ségosphère ».
Il soutient François Hollande durant la campagne présidentielle de 2012, au travers de sa communication numérique.
Le 10 février 2016, il est nommé par François Hollande président du Conseil national du numérique, (CNNum), en même temps que les 30 membres du conseil, et rencontre Emmanuel Macron, ministre de l'Économie à l'époque. Les chantiers prioritaires du Conseil national du numérique sont la transformation numérique des petites ou moyennes entreprises, la transformation des universités et l'inclusion des plus faibles.
En janvier 2017, il quitte le CNNum pour rejoindre la campagne présidentielle d'Emmanuel Macron en tant que responsable numérique de la campagne.
Il est investi candidat par La République en marche dans la 16e circonscription de Paris (19e arrondissement) pour les élections législatives de 2017,. Il remporte l'élection contre la candidate de la France insoumise, Sarah Legrain. Sa suppléante est Delphine O, qui le remplace lors de son entrée au gouvernement.
Le 17 mai 2017, il est nommé secrétaire d’État chargé du numérique dans le gouvernement Édouard Philippe. Le 16 octobre 2018, lors d'un remaniement ministériel, il est nommé secrétaire d’État auprès du ministre de l'Économie et des finances et du ministre de l’action et des comptes publics, chargé du numérique.
Il annonce le 6 mars 2019 sa candidature à l'investiture de LREM pour les élections municipales de 2020 à Paris. Pour pouvoir se consacrer à cette candidature, il quitte le gouvernement le 27 mars et réintègre l'Assemblée nationale. Le 3 juillet, il retire sa candidature en faveur de Cédric Villani. Il apporte son soutien à Benjamin Griveaux après la désignation de celui-ci comme candidat de LREM. 
Il a annoncé début 2022 ne pas vouloir se représenter aux élections législatives de 2022.

### Vie privée
En juillet 2018, alors qu'il est secrétaire d’État chargé du numérique, il pose en photo avec son compagnon dans Paris Match. Ils s'étaient alors rencontrés treize ans auparavant, quand ils étaient étudiants et se sont pacsés. Le 18 mai 2018, il avait révélé son orientation sexuelle sur Twitter, à l’occasion de la Journée internationale de la lutte contre l’homophobie et la transphobie.